# Álvaro Bermejo
 (novembre 2012).
Álvaro Bermejo, né à Saint-Sébastien (Pays basque, Espagne) le 1er août 1959, est un écrivain et journaliste espagnol.

## Biographie
Né à Saint-Sébastien le jour même où est apparu l'ETA, il se situe de par sa naissance dans ce qui a été appelé la « génération de plomb » de la littérature du Pays Basque, celle qui à partir des années 1970 est marquée de façon singulière par la tension politique et sociale. Après des études à l'université de Deusto, il obtient une licence en histoire et anthropologie à l'Université autonome de Barcelone. De retour à Saint-Sébastien, il entame son parcours créatif comme performer à l'intérieur du groupe d'agitation contre-culturelle CLOC, dont il est l'un des fondateurs avec Fernando Aramburu. Son premier prix important est celui de la ville de Saint-Sébastien en 1983, pour son récit El Socialista. Récompense qu'il obtient à nouveau cinq ans plus tard avec une traduction en basque d'un autre de ses récits, Hacia la Aurora - Egunsentirantz.
Entre 1983 et 1986, il est responsable de la rubrique La Contra du journal La Voz de Euskadi. En 1988, il commence à être collaborateur de El Diario Vasco, en couvrant des rubriques d'interviews et de commentaires d'actualité comme Gente de Palabra ou La Vida on Line. 1998 est l'année de sa première rencontre avec le sculpteur Jorge Oteiza, avec qui il conservera une amitié étroite qui marque de façon décisive son parcours personnel et créatif.
Le choc provoqué par l'assassinat du député Gregorio Ordóñez le 23 janvier 1995 l'incite à monter à la tribune pour un hommage , accompagné d'intellectuels tels que Fernando Savater ou Kepa Aulestia. Désormais il commence à sentir la pression du nationalisme radical, et il voit mourir assassinés des amis personnels comme l'ancien ministre socialiste Ernest Lluch ou le journaliste José Luis López de la Calle. Bermejo rejette toute protection de la police et continue à vivre à Saint-Sébastien, en défendant une position indépendante soutenue par ses articles hebdomadaires dans El Diario Vasco.
Entre 1996 et 1998, il coordonne le cycle international de conférences Más de seis propuestas para el próximo Milenio (« Plus de six propositions pour le prochain millénaire »), auquel participent des penseurs comme Noam Chomsky, Fernando Arrabal et François Baudrillard. Entre 1997 et 2007, il est conseiller du projet Bajo la piel del otro (« Sous la peau de l'autre »), dirigé par Karin Ohlenschläger et Luis Rico, en collaboration avec la Fundación Europa. Depuis 2006, il est également conseiller du Medialab Institute et du réseau E-Biolab. En 2008 il dirige un cours d'été à l'université du Pays basque, Internet, la Última Utopía (« Internet, la dernière utopie »), auquel participent des intellectuels tels que Stephan Harding, Derrick de Kerckhove et Lynn Margulis. En 2009, il commence à coordonner le nœud Saint-Sébastien à l'intérieur du réseau Symbiolab, centré sur la symbiose cognitive, culturelle, scientifique et environnementale.

## Écrits

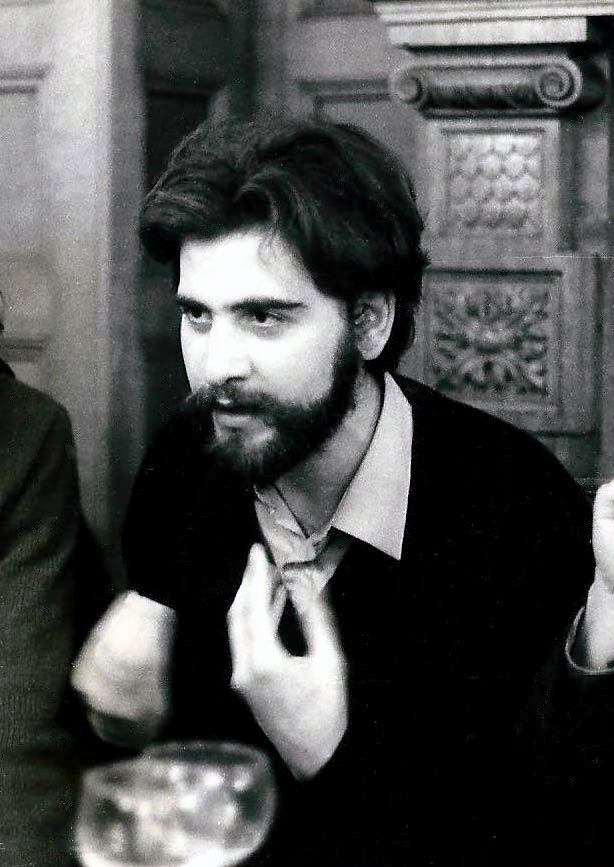
Álvaro Bermejo en 1983.

En tant qu'écrivain, Bermejo s'est fait connaître en Espagne par la publication en 1997 de El Reino del año mil (« Le royaume de l'an mil ») qui reçoit le prix de la ville de Salamanque. Il avait déjà auparavant publié des titres comme Las Arenas y el Templo (« Les sables et le temple ») en 1985, La Madonna de la Tempestad en 1989, El Descenso de Orfeo (« La descente d'Orphée ») en 1991, Benarés en 1995 ou El Juego de la Mandrágora en 1996. Ces quatre titres lui valent le prix national de littérature du Gouvernement Basque. En 2001, il remporte le prix de l'Ateneo de Sevilla pour La Piedra Imán. En 2008, il le remporte à nouveau, au titre de roman historique, avec El evangelio del Tíbet (« L'Évangile du Tibet »). En 2009, il reçoit le prix international Luis Berenguer pour El Laberinto de la Atlántida. En 2011, son ouvrage La increíble historia de la gula (« L'incroyable histoire de la gourmandise ») est choisi comme Best Cookbook Corporate dans les Gourmand World Cookbook Awards, parrainés par Gourmand international. Ce même livre est sélectionné comme candidat au prix Gourmand Best in the World.

### Romans
- 1986 - Las arenas y el templo
- 1989 - La Madonna de la Tempestad
- 1990 - El descenso de Orfeo Arnao
- 1995 - Benarés
- 1996 - El Juego de la Mandrágora
- 1998 - El Reino del Año Mil
- 2001 - La Piedra Imán
- 2008 - El Evangelio del Tíbet
- 2009 - Contracorriente
- 2010 - El Laberinto de la Atlántida
- 2012 - El Clan de Atapuerca

### Contes
- 1990 - La torre de Casandra
- 1991 - La torre de Casandra
- 1998 - La soñadora Premio
- 2012 - Doce relatos de fantasmas contados por ellos mismos

### Théâtre
- 1992 - E lucevan le stelle
- 2012 - Canción de Amor para la Bestia Humana